# گیش خط‌زرد
گیش خط‌زرد (Selaroides leptolepis) نوعی ماهی است.
نام‌های محلی آن در ایران عبارت است از برک، جش، کارتر و ساعول.

## مشخصات
بدن کاملاً فشرده و بیضی شکل است. اولین باله پشتی دارای ۸ شعاع سخت و دومین باله دارای یک شعاع سخت و ۲۰ تا ۲۳ شعاع نرم، تنها گونه‌است که بخش سینه‌ای بی‌پولک به شکل مثلثی ناحیه سرپوش آبششی و قاعده باله سینه‌ای را در بر می‌گیرد.
ارتفاع باله پشتی دوم کوتاهتر از طول سر می‌باشد. باله مخرجی دارای ۱۷ تا ۱۹ شعاع نرم، بخش پایینی اولین کمان آبششی دارای ۲۱ تا ۲۷ عدد خار آبششی است. ناحیه لخت سینه از قاعده باله‌های سینه‌ای و شکمی می‌گذرد.
رنگ بدن معمولاً نقره‌ای و در ناحیه پشتی بدن تیره‌تر است. ناحیه شکمی سفید و به طور مشخص تا پشت بله‌های شکمی ادامه می‌یابد. معمولاً روی مناطق سنگی و صخره‌ای مرجانی زندگی می‌کنند؛ ولی در آب‌های کم عمق با بستر شنی نیز یافت می‌شوند. در عمق ۵ تا ۳۰ متری دیده می‌شوند. تغذیه آنها از سخت‌پوستان، میگو و سرپاورهای کوچک صورت می‌گیرد. بیشینه درازای بدن ۵/۱۸ سانتی‌متر است. محل اصلی زندگی آن اقیانوس هند، شبه جزیره مالایا و فراسوی آن تا چین، ژاپن و استرالیا می‌باشد.